# Спанија
Спанија (лат. Provincia Spaniae), била је византијска провинција од 552. до 624. која је обухватала територије на југу Иберијског полуострва и Балеаре. Била је део Јустинијанових освајања и напора да се обнови римска власт у западном Медитерану.

## Освајање и оснивање колоније
Освајање Вандалског краљевства у Тунису и поновно успостављање византијске провинције Мавретаније било је завршено 534. године. Вандалски краљ Гелимер није успео да успостави савез са визиготским краљем Теудисом који је искористио колапс Вандалског краљевства како би освојио Септем (данашња Сеута) 533, вероватно да би спречио Византинце да је употребе као базу одакле би покренули нападе на Хиспанију. Сеуту су Велизарови војници освојили следеће године, али Хиспанију нису нападали. Сеута, коју су веома кратко опет заузели Визиготи 540, постала је део Мавретаније.
Године 550. за време владавине Агиле, Хиспанију су задесила два велика устанка. Грађани Кордобе су се побунили против аријанских Визигота и Агила је био побеђен, његов син убијен а краљевска ризница изгубљена. Сам Агила се повукао у Мериду. Датум овог устанка се не може одредити са сигурношћу. Или је био на почетку Агилине владавине (549), или најкасније 551, када је племић Атанагилд заузео Севиљу, главни град Бетике, и прогласио се краљем супротставивши се на тај начин Агили. Извори су подељени у томе ко је први тражио помоћ од Византије. Један од претендената на визиготски престо је затражио помоћ од Јустинијана, који је послао војску из Константинопоља под командом Либерија. Ова војска је кренула отприлике у исто време кад је Јорданес завршио своју Гетику (између 550. и 551).
Њега (Теудиса) наследио је Агила, који и данас влада краљевством. Атанагилд се подигао против њега, и чак и сада провоцира моћно Римско царство. Зато је патриције Либерије сад кренуо са својом војском да му се супротстави.
Међутим, према Исидору Севиљском, Атанагилд је био тај који је у јесен 551. или зиму 552. тражио помоћ од источноримског цара. Војска је вероватно била послата 552. а стигла је у Хиспанију у јуну или јулу. Либеријеви војници су се вероватно искрцали на ушћу Гвадалетеа или код Малаге и придружили се Атанагилду који је кренуо у сусрет Агили у септембру 552. Рат је потрајао две године. Либерије се вратио у Константнопољ у мају 553. Почетком марта 555. византијска војска је кренула из Италије с намером да се придруже својим саборцима у околини Севиље. Њихов долазак у Севиљу је био обележен насиљем. Католичко становништво града, у које је спадала и породица Леандра Севиљског, била је наклоњена Визиготима тако да је византијска влада била присиљена да укине њихове слободе. Ова репресија је трајала годинама. Леандар и многи чланови његове породице били су присиљени да избегну и антивизантијски осећај се од тада провлачи у свим његовим делима.
Крајем марта 555, Агилине присталице су се окренуле против њега и убиле га, а потом прихватиле Атанагилда као једног краља Визигота који би се супротставио Византинцима који су сада претили Визиготском краљевству. Нови краљ је покушао да се отараси источноримског присуства, али без успеха јер су се Византинци односили према Хиспанији као према царској провинцији на коју су полагали пуно право. Византинци су окупирали многе приобалне градове у Бетици. Овај регион је остао под византијском влашћу као провинција царства са сопственом управом током пуних 75 година, све док га Визиготи нису поново освојили.

## Површина и географија
Византијска провинција Спанија је углавном обухватала само приморје и никад се није ширила дубље у унутрашњост. Такође, метропола јој никада није поклањала много пажње, вероватно зато што јој је једина сврха била одбрана у случају визиготске инвазије на Африку. Осим тога, у то доба Византија је била заокупљена Персијским царством на истоку које је тада представљало озбиљну претњу. Најважнији градови византијске Спаније су били Малага и Картахена, који су се користили као луке где су се искрцавали возантијски војници. Не зна се који од ова два града је био престоница провинције, али је сигурно да је то био један од њих. Градови су били центри византијске моћи и док су Визиготи лако освојили села Спаније, били су прилично безуспешни у опседању утврђених градова који су остали сигурни центри византијске управе.
За врло мало градова се са сигурношћу зна да су били под византијском управом у овом периоду. Град Медина Сидонија (данашња Асидона), била је под византијском управом до 572, када ју је освојио Леовигилд. Гисгонза (такође Гигонза, древна Сагонтија), такође је била под византијском управом све до владавине Витериха (603—610), што наводи на закључак да је цео југ провинције Бетика био потпуно под византијском влашћу — од Малаге до Гвадалетеа. У провинцији Картагинијенсис, где се налази Картхена која је главни град провинције, град База је такође био под византијском управом, и вероватно се одупирао нападима Леовигилда око 570. али већ 589. био под влашћу Визигота.
Међу градовима за које је могуће да су били византијски у то доба, налазила се и Кордоба. Неки историчари мисле да је била прва престоница саме провинције Спанија, као и градови Есиха (Астиги), Кабра (Егабра), Гвадикс (Аски) и Гранада (Илиберис), али нема чврстих аргумената у литератри о римској управи ни у једном од ових градова. Грађани Кордобе су дигли побуну, којој се такође придружила и Севиља између 566. и 567. све док је Леовигилд није угушио 572. године. У овом периоду, могуће је да је имала локалну самоуправу, али такође и да је признавала врховну власт царства.
Осим јужног дела провинција Бетика и Картагинијенсис (јужни Левант), Византинци су такође држали и Сеуту на другој страни Гибралтара и Балеаре, који су им допали заједно са остатком Вандалског краљевства. Сеута, иако је била визиготска и традиционално везана за Иберијско полуострво, била је везана за провинцију Мавретанија Секунда. Балеари са Бетиком и Картагинијенсисом формирали су нову провинцију Спанија.

## Управа

### Световна управа
Највиши световни чиновник у Спанији био је магистер милитум Спаније (лат. magister militum Spaniae). Магистер милитум је био задужен за цивилну и војну управу у провинцији и одговарао је само цару. Овај официр је по традицији увек припадао аристократској класи и имао је ранг патриција. Овој положај, иако се у изворима помиње први пут 589. године, вероватно је створио још Јустинијан I. Исти цар је вероватно и наложио и отварање провинцијске ковнице у којој се новац ковао током целог постојања Спаније као византијске провинције (625).
У току постојања провинције, било је више магистера, од којих су нам данас свега петорица познати. Двојицу је Исидор Севиљски успут споменуо као сукцесивне намеснике у време Свинтилине владавине, али им не помиње имена. Први познати магистер, Коменциол (лат. Comenciolus), поправио је главне капије Картахене ради боље одбране од „варвара“ (Визигота), и оставио натпис са датумом 1. септембар 589. Капије су ојачане кулама, портицима и кружним коморама. Око 600. године, Спанијом је управљао Комитиол (лат. Comitiolus). Патриције и магистер Цезарије (лат. Caesarius) склопио је мир са Сисебутом 614. године у име цара Ираклија који је у то време био заокупљен ратом против Персије у Месопотамији.
Граница између Спаније и Визиготског краљевства није била затворена. Прелазак границе из личних или пословних разлога је био дозвољен, а ова два региона су дуго времена живела у миру. Леандер Севиљски, који је одређено време провео у егзилу, писао је о лакоћи преласка границе између ова два региона. Граница је била одређена споразумом (лат. pacta) између Атанагилда и Јустинијана. Међутим, не зна се тачан датум његовог склапања. Могуће је да је био део почетних услова које је Византија поставила пре свог мешања у унутрашњи сукоб Визиготске краљевине (551. или 552), или је можда резултат рата између Визигота и Византинаца 555. или касније. Једно је сигурно, а то је да је потписан пре Јустинијанове смрти 565. године. Легитимитет овог споразума је потврђен нешто касније у 7. веку, што говори у прилог неометаном промету људи и робе.

### Верска управа
Хришћани у провинцији Спанији су углавном исповедали правоверно хришћанство, Упркос томе, односи између поданика и владара као и између цркве и државе нису били ништа бољи него код аријанских Визигота. Црква провинције Спаније такође је имала мање независности него готска правоверна црква која је била састављена углавном од Хиспаноромана. Ове две цркве су биле посебне целине. Клерици једне никада нису присуствовали саборима друге, иако додуше, никада није ни био сазван неки сабор на нивоу провинције Спаније. Папа Гргур I Велики је успешно учествовао у пословима многих бискупија провинције, више било који други папа у Визиготском краљевству. Стао је у одбрану два смењена бискупа а против магистра милитум Комитиола, кога је оптужио да се меша у црквене послове. Такође је имплицитно оптужио Лицинијана из Картахене да је дозволио заређивање незналица (лат. ignoramuses), на шта је Лицинијан одговорио да, уколико би се та пракса укинула, дијецеза провинције би остала празна, што довољно говори о више него тужном стању образованости свештенства у Спанији.

## Култура
Архитектонски и уметнички стилови Спаније су одражавали византијске утицаје својствене северној Африци уместо византијској метрополи источног Средоземља. Две цркве, једна у Алхесирасу јужно од Мурсије и друга у месту Сан Педро де Алкантара у близини Малаге су ископане и археолошки обрађене. Једино је на Балеарским острвима стилом пореклом из Грчке и Тракије ухватио корена. Са друге стране, ознаке византијског стила биле су присутне широм Иберијског полуострва, само што у крајевима под готском влашћу нису одражавале утицаје из северне Африке.
Међу налазима грнчарије из околине Картахене било је и амфора са изразитим одликама афричке производње које сведоче о блиским везама провинције Спаније и Мавретаније Секунде. Картахена је темељније ископавана последњих година и откривани су комплекси кућа које су вероватно подизане за смештај византијских војника. Међутим, сам град је, као и већина других у Спанији у то време, под византијском влашћу претрпео пад броја становништва и смањење градске површине.

## Опадање и визиготско освајање
За време владавине Атанагилда и Леовигилда, Византинци су изгубили неке територије. Око 570. Леовигилд је похарао Бастетанију и заузео Медину Сидонију захваљујући издаји. Вероватно је заузео Базу и највероватније похарао околину Малаге. Заузео је многе градове и тврђаве у долини Гвадалкивира и шпрема Јовану из Биклара победио је велику војску рустика (лат. rustici) која је у ствари могла бити банда разбојника (слободњака и одбеглих робова) који су се звали багауди (лат. Bagaudae) и који су се утврдили између територија које су контролисали Готи с једне стране и Римљани с друге. Године 577. у Ороспеди, граду под византијском контролом, Леовигилд је победио још неке разбојнике, вероватно Багудаје. Након две сезоне ратовања против Римљана, Леовигилд је сконцентрисао своје војне снаге на другој страни.
Током Рекаредове владавине, Византинци су поново кренули у офанзиву и по свој прилици повратили изгубљене и освојили нове територије. Рекаред је признао легитимитет визанијске границе и тражио од папе Гргура копију споразума потписаног са царем Маврикијем. Гргур је одговорио да је споразум изгубљен током Јустинијанове владавине и упозорио Рекареда да му није у интересу да се тај споразум нађе, с обзиром да би онда Византинци имали права на више територије него што су у том моменту поседовали (август, 599). Леовигилд је освојио више територија него што су Византинци повратили током Рекаредове владавине; византијска провинција Спанија је започела период опадања.
Међу каснијим краљевима, Витерих је често подузимао ратне походе на Спанију, иако су његове војсковође имале више успеха од њега самог. Гундемар је преместио седиште митрополије Картагиненсис из византијске Картахене у визиготски Толедо 610. и кренуо у поход на Спанију 611, али није имао већег успеха. Сисебут је од свих визиготских краљева имао највише успеха против Византинаца. Године 614. и 615. организовао је два велика војна похода на византијске територије и освојио Малагу пре 619. године, када се бискуп Малаге појављује на Другом сабору у Севиљи. Он је освојио нове територије све до медитеранске обале и сравнио многе градове са земљом, тако да је привукао пажњу франачког историчара Фредегара:
(... краљ Сисебут је Римском царству отео многе градове на обали и потпуно их уништио.)
Сисебут је вероватно похарао и Картахену, која је била толико опустошена да се никад није повратила за време визиготске владавине у Хиспанији. Како Визиготи нису били способни да изведу успешне опсаде градова, били су присиљени да смање одбрану свих утврђених места које су заузимали како би спречили да их евентуално касније непријатељске војске употребе против њих. Картахена је пала док је византијска власт била још увек добро утрврђена на Иберијском полуострву, те се претпоставља да је зато и била сравњена с земљом, док је Малага заузета много касније, када Византинци више нису представљали озбиљну претњу визиготској превласти на полуострву, те је самим тим била поштеђена од тоталног разарања.
Године 621, Византинци су још увек држали неке градова, али их је Свинтила брзо повратио тако да је већ 624. године комплетна територија Спаније изузев Балеара била у визиготским рукама. Балеари су током седмог века припадали искључиво Византији, да би се коначно одвојили од царства током првих сараценских упада почев од 8. па све до 10. века.
Токо заједничке владавине Егике и Витиза, византијска флота је пљачкала обале јужне Хиспаније, међутим, отерао их је локални гроф по имену Теудимер. Датум овог догађаја је дискутабилан. Можда се то догодило као део Леонтијеве експедиције да помогне Картагини у одбрани од арапских напада 697. године, а можда се десило и касније, око 702. године, или пак још касније, током Витизине владавине. Било како било, једно је сигурно — овај напад је био само изоловани инцидент који је имао везе са војним активностима вероватно против Арапа или Бербера, и није представљао покушај поновног успостављања изгубљене византијске провинције Спаније.